# 아이티어 위키백과
아이티어 위키백과는 아이티어로 운영되는 위키백과 언어판이다. 2004년 8월에 시작하여, 2009년 1월 31일 문서 수가 5만 1천개를 돌파했다. 크리올 중에서 얼마 안 되는 위키백과이기도 하다. 기호는 ht이다.